# KBS 뉴스 9 대구·경북
《KBS 뉴스 9 대구·경북》은 KBS 대구 1TV에서 매주 평일 오후 9시 30분, 주말 오후 9시 10분에 방송 중인 대구 경북 지역 메인 뉴스 프로그램이다.

## 개요
KBS 대구 9시 뉴스로 읽는다.

## 앵커
| 대수 | 앵커   | 앵커   | 진행 기간                          | 비고                |
| 대수 | 남성   | 여성   | 진행 기간                          | 비고                |
| ---- | ------ | ------ | ---------------------------------- | ------------------- |
| 1대  | 김흥수 | 빈칸   | 1997년 일자 미상 ~ 2001년 4월 27일 |                     |
| 2대  | 이재환 | 빈칸   | 2001년 4월 30일 ~ 2005년 4월 29일  |                     |
| 3대  | 이재환 | 박은정 | 2005년 5월 2일 ~ 2008년 11월 14일  |                     |
| 4대  | 서태교 | 한효연 | 2008년 11월 17일 ~ 2010년 5월 7일  |                     |
| 5대  | 김명환 | 한효연 | 2010년 5월 10일 ~ 2012년 11월 2일  |                     |
| 6대  | 박준형 | 손지민 | 2012년 11월 5일 ~ 2013년 4월 5일   | [ 1 ]               |
| 7대  | 박준형 | 박은정 | 2013년 4월 8일 ~ 2014년 12월 31일  | [ 2 ] [ 3 ]         |
| 8대  | 양문석 | 신지원 | 2015년 1월 1일 ~ 2016년 4월 8일    | [ 5 ] [ 6 ]         |
| 9대  | 진유현 | 신지원 | 2016년 4월 11일 ~ 2016년 10월 7일  | [ 8 ]               |
| 10대 | 김명환 | 손지민 | 2016년 10월 10일 ~ 2018년 2월 27일 | [ 9 ] [ 10 ] [ 11 ] |
| 11대 | 김명환 | 박은정 | 2018년 2월 28일 ~ 2018년 6월 8일   |                     |
| 12대 | 김명환 | 박지원 | 2018년 6월 11일 ~ 2019년 1월 18일  |                     |
| 13대 | 진유현 | 박지원 | 2019년 1월 21일 ~ 2019년 6월 28일  |                     |
| 14대 | 진유현 | 이윤정 | 2019년 7월 1일 ~ 2020년 1월 15일   |                     |
| 15대 | 진유현 | 고선영 | 2020년 1월 16일 ~ 2021년 2월 24일  |                     |
| 16대 | 권기준 | 고선영 | 2021년 2월 25일 ~ 2021년 3월 1일   | [ 16 ]              |
| 17대 | 권기준 | 이윤정 | 2021년 3월 2일 ~ 2021년 12월 24일  | [ 18 ]              |
| 18대 | 권기준 | 홍주연 | 2021년 12월 27일 ~ 2022년 1월 28일 | [ 20 ]              |
| 19대 | 진유현 | 빈칸   | 2022년 2월 3일 ~ 2024년 12월 6일   | [ 22 ] [ 23 ]       |
| 임시 | 김상배 | 빈칸   | 2024년 12월 9일 ~ 2024년 12월 13일 |                     |
| 20대 | 빈칸   | 김서현 | 2024년 12월 16일 ~ 현재            | [ 25 ]              |

## 코너

### 방영 코너
| 코너명    | 진행자                               |
| --------- | ------------------------------------ |
| 집중 취재 | 김서현 아나운서                      |
| 클로징    | 평일 : 김서현 아나운서 주말 : 무작위 |

### 종영 코너
| 코너명        | 진행자 |
| ------------- | ------ |
| 헤드라인 뉴스 |        |

## 경쟁 프로그램
- MBC 뉴스데스크 대구·경북 (대구MBC TV)
- MBC 뉴스데스크 경북 (안동MBC TV)
- MBC 뉴스데스크 포항·경주·영덕·울진·울릉 (포항MBC TV)
- TBC 8 뉴스 (TBC TV)